# Созомен
Созомен (на латински: Salamanes Hermeias Sozomenos, на гръцки: Σωζομενός; * 400; † 450) e историк на християнската църква и юрист.
Созомен е роден в активна християнска фамилия в село Бетелия до град Газа в Палестина, която по онова време е в Източната Римска империя. След пътуването си в Италия се установява като схоластик в Константинопол.
Созомен пише посветената на Теодосий II църковна история (Historia Ecclesiastica) в 9 книги, от които непълно е запазена само книга 9. Тя описва времето от 324 до 439 г.

## Издания и преводи
- Günther Christian Hansen (Hrsg.): Sozomenos. Historia Ecclesiastica – Kirchengeschichte (Fontes Christiani Bd. 73). 4 Teilbände, Turnhout 2004.